# Bilanzidentität
Bilanzidentität ist im Rechnungswesen ein auf den Grundsätzen ordnungsmäßiger Buchführung beruhender Bilanzierungsgrundsatz, wonach bei Unternehmen die Eröffnungsbilanz mit der Schlussbilanz des vorherigen Geschäftsjahrs übereinstimmen muss.
Im Steuerrecht wird die Bezeichnung Bilanzzusammenhang (auch: Bilanzenzusammenhang) verwendet.

## Allgemeines
Sie soll vor allem verhindern, dass Gewinne oder Verluste von einem Geschäftsjahr in das nächste verschoben werden. Dazu nahm bereits der Reichsfinanzhof (RFH) im Jahre 1930 Stellung: „Die Bilanzidentität soll die Endbilanz eines Geschäftsjahres zweischneidig machen. Vorteile und Nachteile, die durch eine niedrigere und höhere Bewertung für das abgelaufene Geschäftsjahr erlangt sind, sollen sich bei der nächsten Veranlagung oder einer folgenden im entgegengesetzten Sinne auswirken“. Das Gesamtergebnis ist mittelfristig rechnerisch identisch, auch wenn es über die Geschäftsjahre falsch verteilt war. Verstoßen wird bei Wesentlichkeit der falschen Verteilung gegen die Bilanzwahrheit.

## Rechtsfragen
Nach § 252 Abs. 1 Nr. 1 HGB müssen die Wertansätze in der Eröffnungsbilanz mit denen der Schlussbilanz des Vorjahres übereinstimmen. Es wird eine vollständige Deckungsgleichheit verlangt. Die Wertansätze betreffen das Anlage- und Umlaufvermögen auf der Aktivseite und das Eigenkapital und Fremdkapital auf der Passivseite. Die Bilanzidentität ist gleichzeitig eine formelle Bilanzkontinuität. 
Neben dieser handelsrechtlichen Bilanzidentität gibt es auch indirekt eine steuerrechtliche aus § 4 Abs. 1 EStG, wonach nicht auf die Eröffnungsbilanz, sondern auf die Schlussbilanz des vorhergehenden Wirtschaftsjahrs zurückgegriffen werden muss.

## Ausnahmen
Ausnahmen sind nach § 252 Abs. 2 HGB möglich, wenn sich grundlegende Änderungen der rechtlichen, wirtschaftlichen und organisatorischen Verhältnisse ergeben, die weder dem einen noch dem anderen Geschäftsjahr zuzuordnen sind. Eine Durchbrechung des Grundsatzes der Bilanzidentität (§ 4 Abs. 1 EStG) ist dort nicht zulässig, wo die Möglichkeit einer Berichtigungsveranlagung für das Jahr besteht, dessen Schlussbilanz den unrichtigen Bilanzansatz erstmals ausweist. Als Betriebsvermögen ist am Schluss des vorangegangenen Wirtschaftsjahres das Betriebsvermögen anzusetzen, das der Veranlagung des Gewinns dieses Wirtschaftsjahres zugrunde gelegt worden ist. Führen steuerliche Außenprüfungen durch das Finanzamt zu einer rückwirkenden Korrektur der Jahresabschlüsse, so wird hierdurch die Bilanzidentität nicht berührt. Bilanzberichtigungen erlauben keine Durchbrechung des Grundsatzes der Bilanzidentität. Eine Durchbrechung der Bilanzidentität ist nur gestattet, sofern ein Fehler ohne Auswirkungen bleibt oder durch bewusste Falschansätze entstanden ist. Bei der Buchung der Gewinnverwendung und bei Vermögensübertragungen, die im Schnittpunkt zweier Geschäftsjahre Wirksamkeit entfalten, sind Durchbrechungen statthaft.